# Zona Rosa (San Salvador)

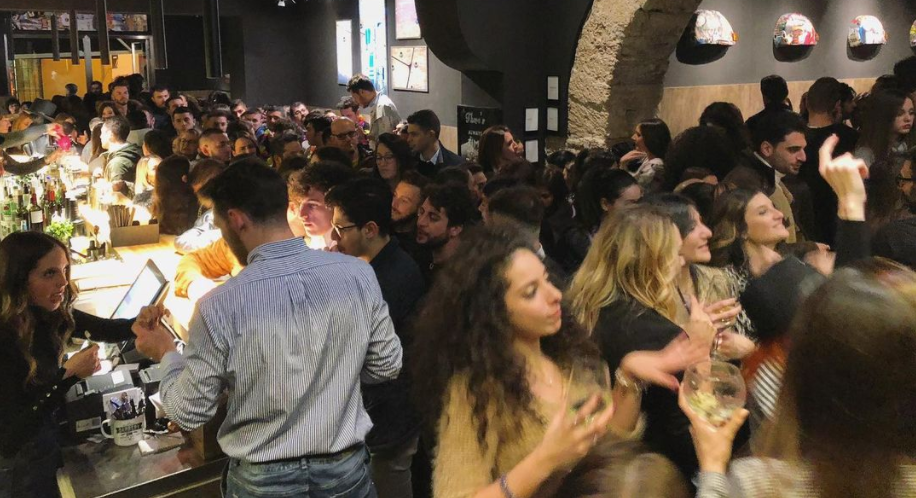
Vida nocturna en San Salvador, El Salvador.

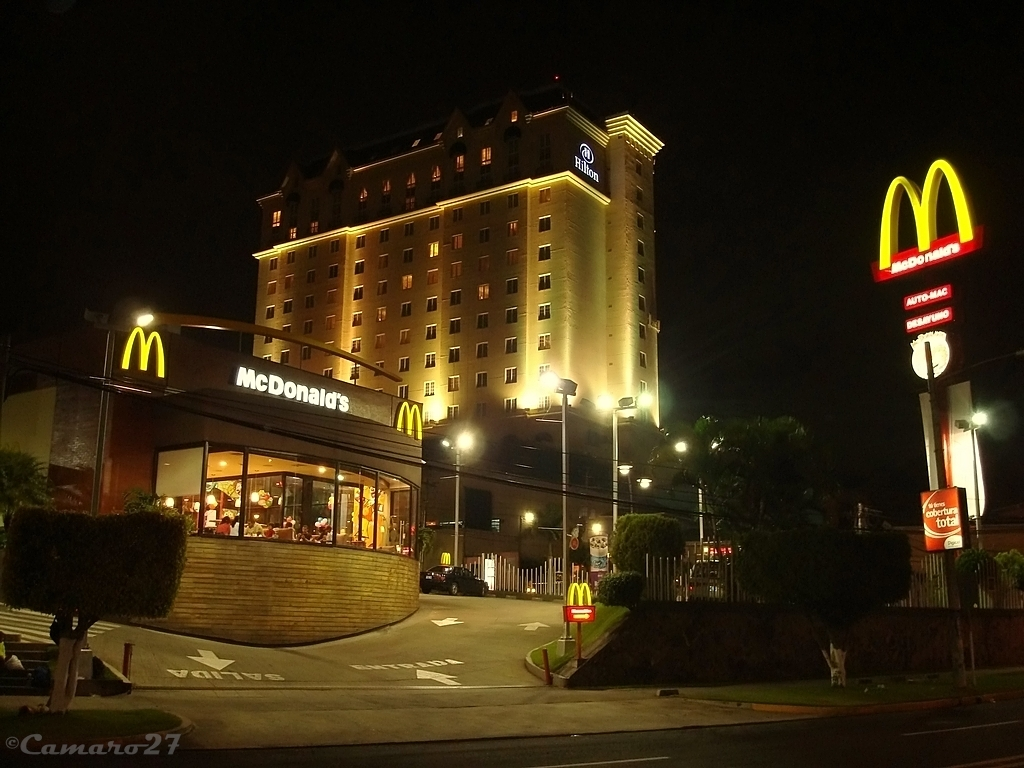
Vista nocturna del
Hotel Hilton en la Zona Rosa.

La Zona Rosa es un sector de clase alta de la colonia San Benito ubicada en la ciudad de San Salvador en El Salvador, conocida por su gran desarrollo en el ámbito turístico, hotelero, gastronómico y ocio de la ciudad. La zona está compuesta de hoteles, bares, restaurantes, cafés, museos, torres de apartamentos, embajadas y un centro de convenciones.

## Colonia San Benito
Fue creada en el año de 1946 y siempre se caracterizó por su carácter residencial de alto nivel con un diseño inspirado por el movimiento europeo y estadounidense Garden Cities.
En San Benito existe a nivel Municipal una Ordenanza creada en 2002 que delimita la zona,llamada Plan Parcial de Ordenamiento Urbano para la Colonia San Benito. De ese documento se decidió reducir el límite quedando establecido de la siguiente manera: Al NORTE por la Calle La Mascota en el tramo comprendido entre la Avenida las Azaleas y la Alameda Manuel Enrique Araujo). Al ESTE por la Alameda Manuel Enrique Araujo en el tramo comprendido entre Calle La Mascota hasta su intersección con la calle El Espino. Al SUR por el fondo de los lotes del Instituto Emiliani, casa Presidencial y aquellos con frente hacia la Avenida la Capilla y al OESTE por la continuación de calle El Espino y la Avenida Las Azaleas hasta su intersección con la Calle La Mascota, donde inicia la presente delimitación.

A principios de los años 80 inicia un proceso de comercialización de la zona, sustituyendo las casas ubicadas sobre el bulevar del Hipódromo en restaurantes y bares de diversión nocturna y desde entonces el área es conocida por el nombre de Zona Rosa.

## Remodelación
En 2004, se constituye la Asociación Corporación Zona Rosa, integrando los esfuerzos de los empresarios, habitantes, instituciones de gobierno central y municipal y organismos internacionales, para rescatar el área y aprovechar sus potencialidades.
En el año 2010 se inician los trabajos de remodelación y modernización de la zona rosa los cuales consistieron en la construcción de un arriate central con jardinería que conectó los redondeles Italia y Brasilia, además de la colocación de palmeras, iluminación LED, construcción de rampas de acceso para personas discapacitadas y remodelación de las plazas. Además de ello se instalaron cámaras de vigilancia y puntos de atención del Cuerpo de Agentes Metropolitanos.

Dicha remodelación le valió a la zona un reconocimiento por parte de la International Down Town Association como el primer "Distrito de Mejora Especial de Centro América".

## Infraestructuras Culturales
En la zona se encuentran dos de los museos más importantes del país que son el Museo Nacional de Antropología Dr. David J. Guzmán (MUNA) y el Museo de Arte de El Salvador (MARTE), así como el Teatro Presidente, adscrito a la red de teatros nacionales.
Otras instituciones culturales como el Centro Cultural de España (CCESV) cuentan con actividades y exposiciones temporales a lo largo de todo el año.
Durante 7 años, y contando con fondos de la Unión Europea y la Cooperación Española, la Asociación Corporación de la Zona Rosa (ACZR) y el Centro Cultural de España crearon La Casa Tomada, como una iniciativa para  apoyo a los emprendimientos culturales y generación de tejido ciudadano a través de la cultura.

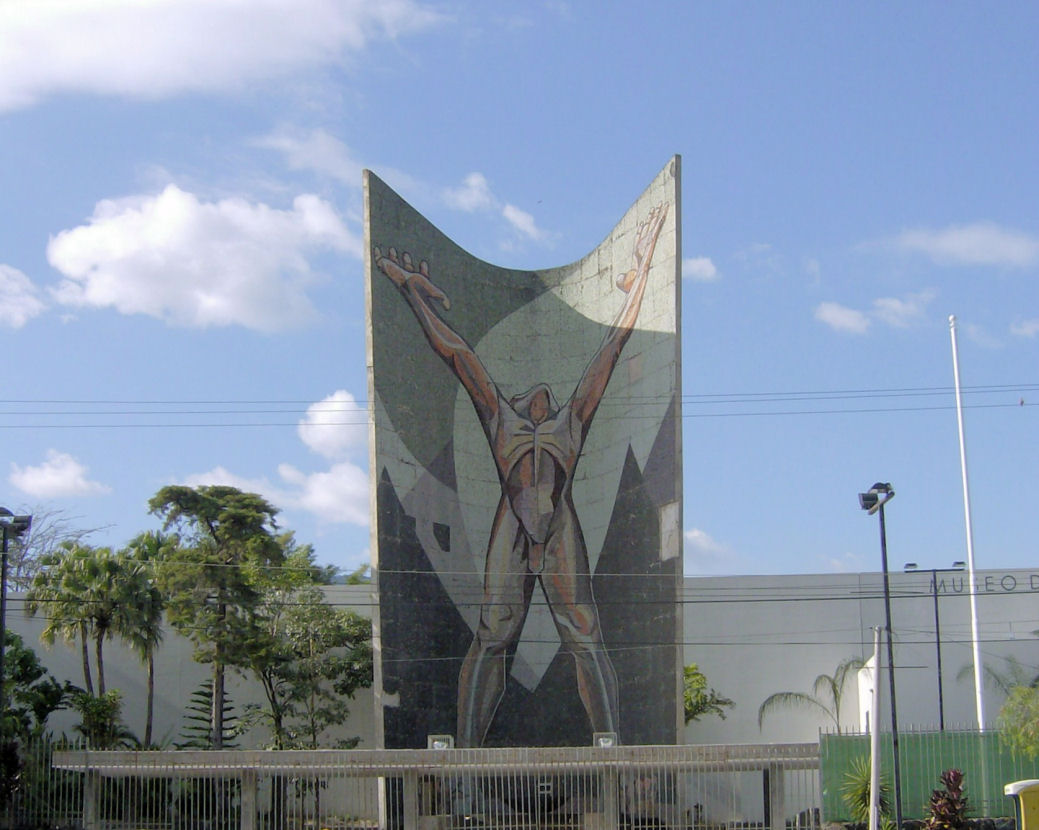
Monumento a la Revolución ubicado en frente del Museo de Arte de El Salvador

## Monumento a la Revolución
En la zona también se encuentra dicho monumento el cual fue construido en el año de 1948.

## Embajadas
Por su alto desarrollo económico, cultural y social, la zona también es sede de varias embajadas en El Salvador entre las que se mencionan:
- Embajada de Brasil
- Embajada de España
- Embajada de México
- Embajada de Italia
- Embajada del Uruguay
- Embajada de la República Dominicana

## Área Residencial
Una de las cualidades que ha caracterizado a la Zona Rosa desde sus inicios son sus 
residenciales, muchas de las cuales han sido modificadas para convertirse en restaurantes o discotecas. Sin embargo, destacan cinco complejos de torres con apartamentos lujosos y con vista a toda la zona que se encuentran en el área de la Zona Rosa o muy cerca de ella.
- Alisios 115: Mide 79 metros de altura y consta de 26 pisos de lujosos apartamentos. Es la tercera torre más alta de El Salvador y la cuarta de Centroamérica excluyendo a Panamá.
- Torres 105 Campestre: Es un complejo habitacional que consta de 3 torres de 24, 21 y 18 pisos con 73, 71 y 60 metros de altura respectivamente.
- Torre 525 Avenida La Capilla: Consta de 30 lujosos apartamentos distribuidos en 19 pisos y posee una altura de 71 metros.
- Torre 515 Avenida La Capilla: Es un complejo habitacional conformado por dos torres. La Torre I cuenta con 16 pisos y una altura de 64 metros y la Torre II tiene 12 pisos y una altura de 48 metros.
- Torre 370 Avenida La Capilla: Torre con 15 niveles de apartamentos y una altura de 50 metros.

## Centro Internacional de Ferias y Convenciones (CIFCO)

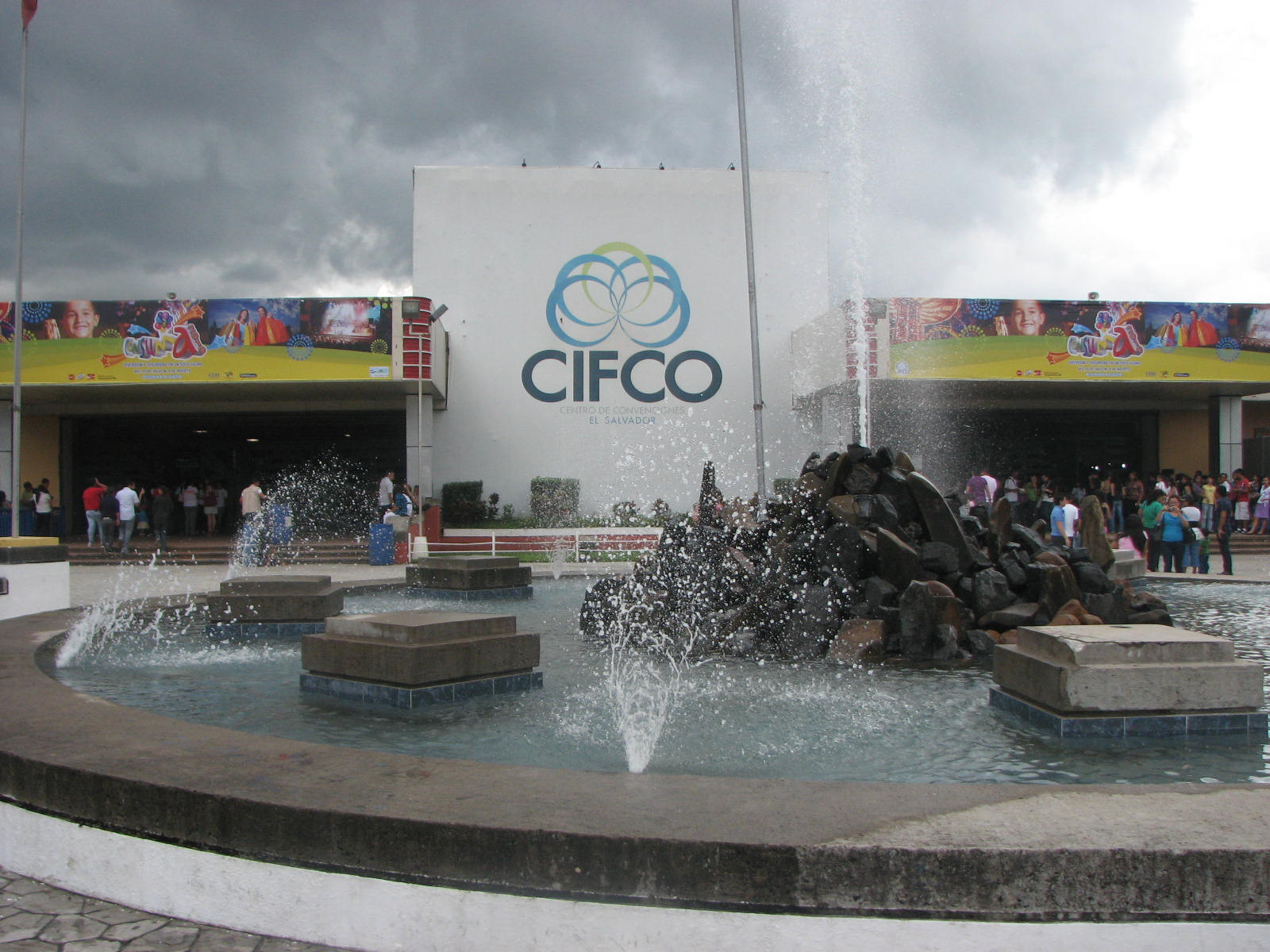
Centro Internacional de Ferias y Convenciones

Cuenta con un anfiteatro con capacidad para 15 mil personas, el Pabellón Centroamericano, 12 pabellones para usos múltiples, un centro comercial y un estacionamiento con capacidad para 800 vehículos.
Desde 2020 debido a Pandemia de enfermedad por coronavirus de 2019-2020, es un hospital permanente llamado Hospital El Salvador. El gobierno anuncio una nueva feria en otro lugar después de la pandemia